# ایالت بولیوار
ایالت بولیوار (به اسپانیایی: Estado Bolívar) یکی از ایالت‌های ۲۳گانهٔ ونزوئلا است که در بخش شرقی این کشور واقع شده‌است. پایتخت این ایالت، شهر سیوداد بولیوار است.

## مساحت
بولیوار با ۲۳۸٬۰۰۰ کیلومتر مربع وسعت، ۲۶٫۲۴ درصد از مساحت کل ونزوئلا را به خود اختصاص داده و از این لحاظ، بزرگ‌ترین ایالت این کشور محسوب می‌شود.

## جمعیت
جمعیت بولیوار در سال ۲۰۰۷ بالغ بر ۱٬۵۳۴٬۸۰۰ نفر برآورد شده که ۵٫۸۷ درصد از جمعیت کل کشور را شامل می‌شود. این ایالت از این جهت، هفتمین ایالت ونزوئلا به‌شمار می‌رود.

## سایر مشخصات
بولیوار در سال ۱۹۰۱ تأسیس شده و از لحاظ ناحیهٔ زمانی، ۴ ساعت و ۳۰ دقیقه با گرینویچ اختلاف دارد.

## سیاست
«فرانسیسکو رانگل» از سال ۲۰۰۴ میلادی به بعد، سمت فرمانداری این ایالت را برعهده گرفته‌است.